# Saint-Maurice-Navacelles
Saint-Maurice-Navacelles település Franciaországban, Hérault megyében. Lakosainak száma 184 fő (2022. január 1.). Saint-Maurice-Navacelles Blandas, Rogues, Vissec, Pégairolles-de-Buèges, Saint-Guilhem-le-Désert, Saint-Jean-de-Buèges, Saint-Michel és La Vacquerie-et-Saint-Martin-de-Castries községekkel határos.

## Népesség
A település népessége az elmúlt években az alábbi módon változott:
| Lakosok száma | 104  | 97   | 119  | 156  | 169  | 172  | 183  | 186  | 184  | 184  |
|               | 1968 | 1982 | 1990 | 2006 | 2013 | 2015 | 2017 | 2019 | 2020 | 2022 |